# Langobardenreich

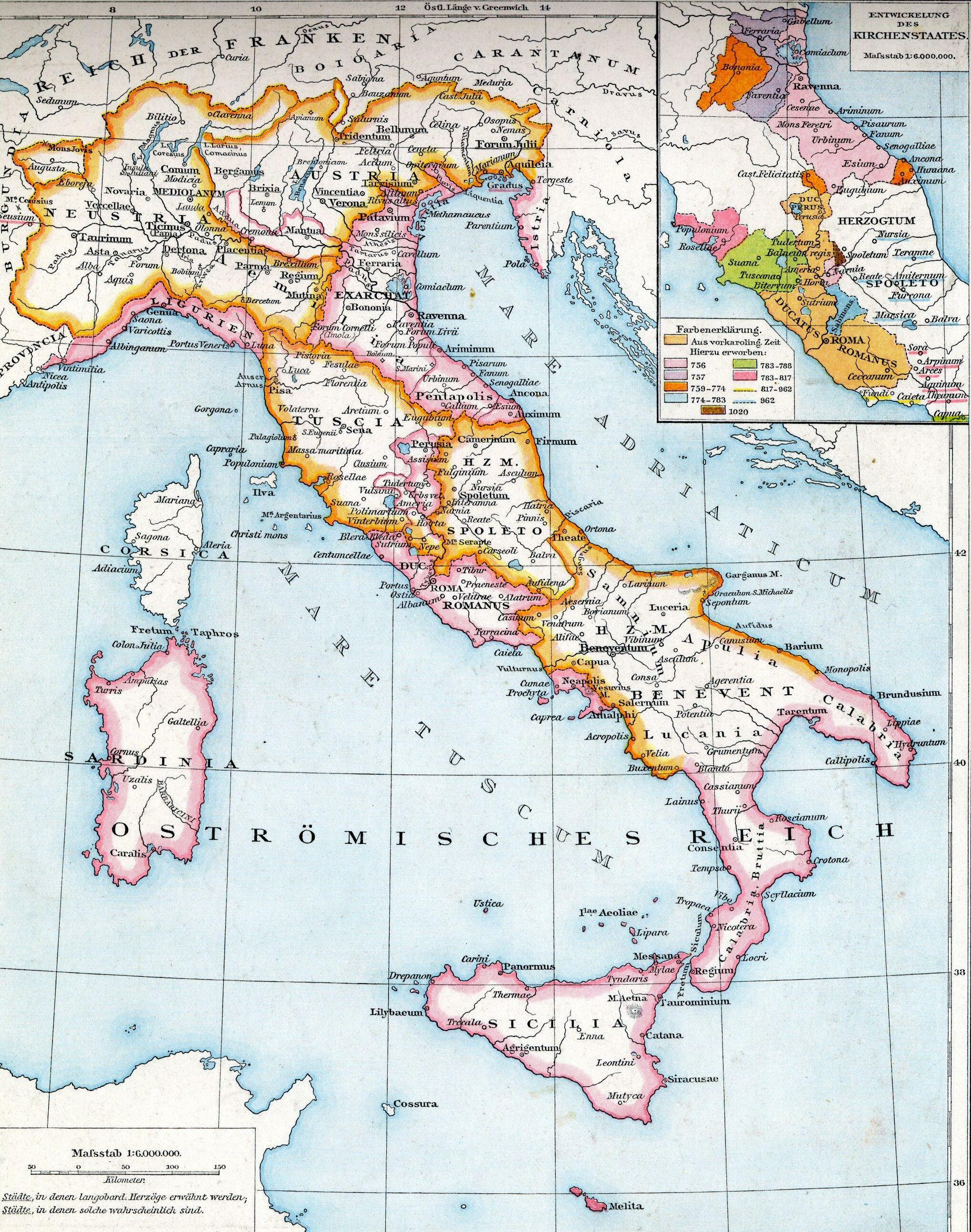
Die langobardischen Herrschaftsgebiete in Italien: Das Langobardische Königreich (Neustrien, Austrien und Tuszien) und die Herzogtümer von Spoleto und Benevent

Das Königreich der Langobarden oder Langobardisches Königreich (lateinisch Regnum Langobardorum) war ein frühmittelalterliches germanisches Königreich, dessen Hauptstadt Pavia war. Die Langobarden gründeten es 568–569 (Invasion Italiens), 774 fiel es an das Frankenreich unter Karl dem Großen.
Die effektive Kontrolle der beiden langobardischen Herrschaftsgebiete, der Langobardia maior in Ober- und Langobardia minor in Unteritalien, durch die Langobardenkönige variierte; anfangs besaßen die zahlreichen Fürstentümer, aus denen sich das Königreich zusammensetzte, ein hohes Maß an Autonomie, später verstärkte sich die Herrschaft durch den König, auch wenn sich der Drang einzelner Herzöge nach größerer Selbstbestimmung nie ganz verflüchtigte. Der germanisch-langobardische Charakter verlor sich über die Jahrhunderte, bis das Königreich im Königreich Italien aufging. Die Langobarden übernahmen schrittweise römische Titel, Namen und Traditionen. Teilweise konvertierten die ursprünglich arianischen Langobarden im 7. Jahrhundert auch zum Katholizismus. Zu Lebzeiten von Paulus Diaconus, dem Verfasser der Historia Langobardorum, befand sich die langobardische Sprache im Niedergang, langobardische Kleidung und Haartracht waren verschwunden.

## 6. Jahrhundert

### Die Gründung des Langobardenreiches
Im 6. Jahrhundert versuchte der oströmische Kaiser Justinian die römische Herrschaft über die Gebiete des ehemaligen Weströmischen Reichs wiederherzustellen. Der daraus resultierende Gotenkrieg machte die oströmische Hoffnung auf eine schnelle Überwältigung der Ostgoten zunichte. Schnell wurde er zu einem regelrechten Stellungskrieg, der Massenvertreibungen, großflächige Zerstörungen, Hungerkatastrophen (538–542) und Pest (541) mit sich brachte. Der nach langen Jahren errungene oströmische Sieg erwies sich bald als pyrrhisch, da Italien im Verlaufe des Krieges entvölkert wurde und die wiedergewonnenen Gebiete völlig verarmt waren. Ein Invasionsversuch Italiens durch die Franken, die Verbündeten der Ostgoten, wurde noch abgewehrt; bald darauf musste aber die kleine oströmische Garnison, die Narses zur Bewachung Italiens zurückgelassen hatte, vor dem Einfall der Langobarden kapitulieren.
Die Langobarden zerbrachen die politische Einheit der Italienischen Halbinsel, die seit der Eroberung durch die Römer (3. – 2. Jahrhundert vor Christus) ein recht beständiges Faktum gewesen war. Die Halbinsel war nun zwischen oströmischen und langobardischen Gebieten aufgeteilt, deren Grenzen sich fast permanent änderten.
Die Langobarden siedelten sich in der sogenannten Langobardia Maior (Norditalien, hauptsächlich um die Stadt Ticinum – heute Pavia –, woher auch der Name Lombardei stammt) und Langobardia Minor (die Herzogtümer Spoleto und Benevent) an, während die norditalienischen Regionen, die von den Byzantinern gehalten werden konnten, „Romania“ genannt wurden (woher der Name der heutigen Romagna stammt). Dieses Gebiet wurde vom Exarchat von Ravenna verwaltet.

Langobardische Gebiete beim Tode Alboins (572)

Bei seiner Ankunft in Italien übergab Alboin die Kontrolle über die Ostalpen an einen seiner treuesten Gefolgsleute, Gisulf, der der erste Herzog von Friaul wurde. Das Herzogtum, das in Cividale del Friuli (damals Forum Iulii) ausgerufen wurde, hatte stets mit äußeren Feinden zu kämpfen, die die Festung Gorizia belagerten. Bis zur Herrschaft Liutprands behielt das Herzogtum im Vergleich zu anderen der Langobardia Maior eine größere Autonomie bei.
Später wurden weitere Fürstentümer in den größeren Städten des Königreichs gegründet. Die Gründe dafür waren vor allem militärischer Natur: die Herzöge waren in erster Linie Befehlshaber, die das ihnen anvertraute Territorium zu sichern hatten. Allerdings wurde damit auch der Grundstein für die spätere strukturelle Schwäche der langobardischen Königsmacht gelegt.
Im Jahr 572, nach der Kapitulation Pavias und seiner Erhebung zur Hauptstadt, wurde Alboin in Verona Opfer einer Verschwörung seiner Frau Rosamunde und einiger Gepiden und Langobarden. Der langobardische Adel verurteilte den Mord aber und zwang Rosamunde, zu den Oströmern nach Ravenna zu fliehen.

### Cleph und die Herrschaft der Herzöge
Später im Jahr 572 versammelten sich die fünfunddreißig langobardischen Herzöge und wählten Cleph. Unter dem neuen Herrscher eroberten die Langobarden Tuszien und belagerten sogar Ravenna. Cleph verfolgte dieselbe Strategie wie einst Alboin und zerstörte die administrativen und rechtlichen Grundlagen, auf die sich die ostgotische und oströmische Herrschaft gestützt hatten, indem er einen Großteil der römischen Aristokratie vernichtete und deren Besitztümer an sich riss. Auch Cleph wurde 574 Opfer eines Königsmords, den vielleicht die Oströmer geplant hatten.
Nach der Ermordung Clephs wurde für ein Jahrzehnt lang kein neuer König ernannt und die Herzöge beherrschten mit königlicher Gewalt die Herzogtümer, was nicht ohne innere Konflikte verlief (Herrschaft der Herzöge oder der Anarchie). Zu diesem Zeitpunkt waren die Herzöge praktisch die Anführer der langobardischen Stämme; sie waren noch nicht an Städte gebunden, sondern zogen frei durch das Land, auch weil sie als Stammesführer unter dem Druck standen, genug Beutegut für die Krieger des Stammes aufzutreiben. In diese instabile Zeit fällt das endgültige Ende der römisch-italischen Verwaltungs- und politischen Struktur (diese war bis zum Langobardeneinfall weitgehend intakt geblieben, wie z. B. das Beispiel Cassiodors zeigt).
Die langobardische Oberschicht ersetzte in Italien nun die alte romanische Elite. Es wurde festgelegt, dass die langobardische Bevölkerung jeweils ein Drittel (tertia) der Erträge ihrer romanischen Untertanen erhielt.

### Die endgültige Ansiedlung: Authari, Agilulf und Theudelinde

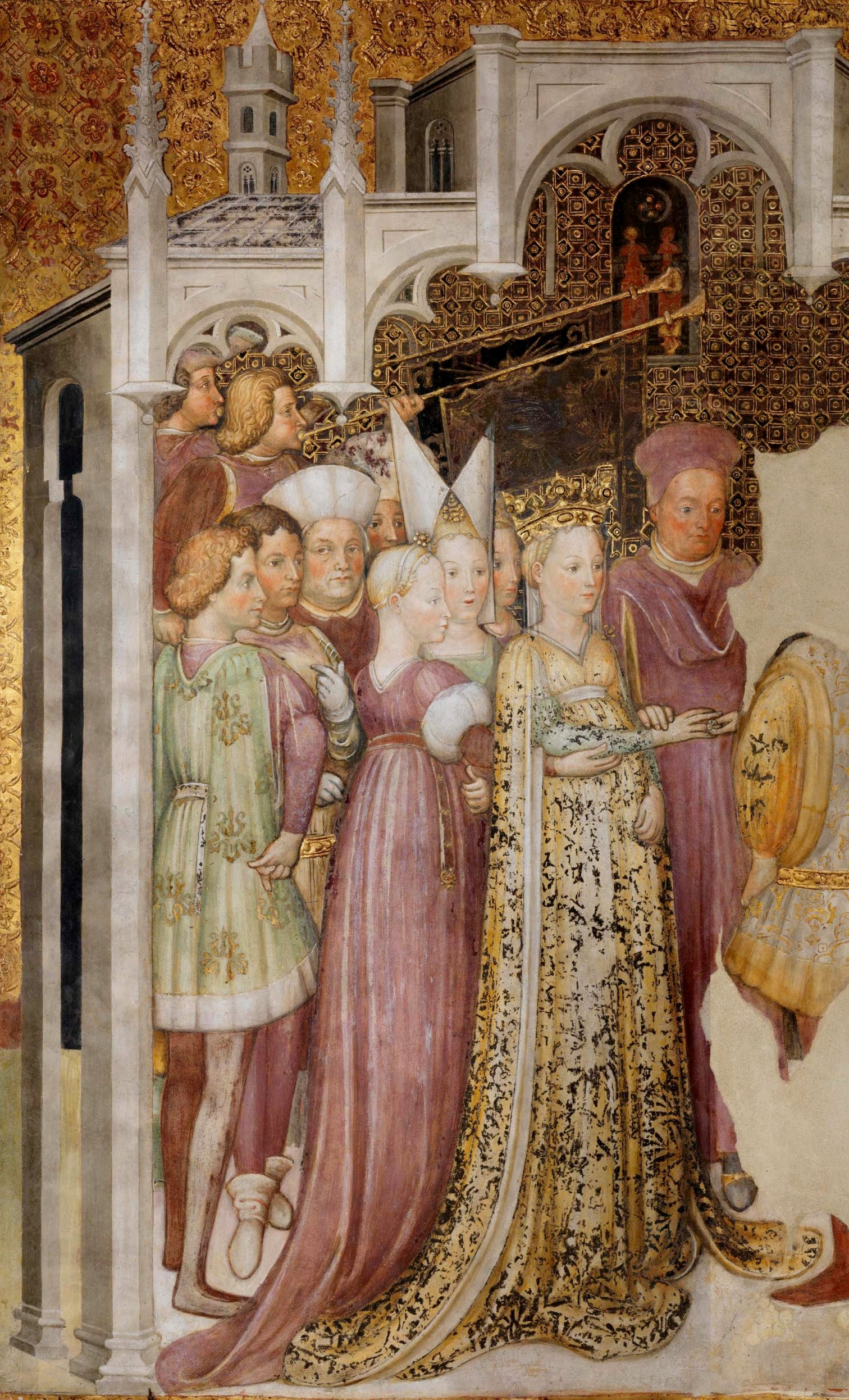
Theudelinde in einem Fresko von Zavattari

Nach zehn Jahren der Gesetzlosigkeit erschloss sich die Notwendigkeit einer zentralen Herrschaft auch den unabhängigsten Fürsten; die Franken und Oströmer bedrängten die Langobarden. Im Jahr 584 stimmten die Herzöge überein, Clephs Sohn Authari zum König zu machen, und übergaben dem neuen König die Hälfte ihres Vermögens (was wahrscheinlich mit der Enteignung des letzten in romanischer Hand verbliebenen Lands finanziert wurde). Authari konnte nun die Reorganisation der Macht und die endgültige Ansiedlung der Langobarden in Italien angehen. Wie die ostgotischen Könige vor ihm nahm er den Titel Flavius an, um sich zum Beschützer der Römer in seinem Herrschaftsgebiet zu stilisieren: damit nahm er auch das Erbe des Weströmischen Reichs an.
Authari besiegte sowohl Oströmer als auch Franken und zerbrach deren Bündnis, womit er das von den Herzögen in ihn gesetzte Vertrauen belohnte. Im Jahr 585 vertrieb er die Franken aus dem Piemont und brachte die Oströmer dazu, zum ersten Mal seit dem Einfall der Langobarden um Frieden zu bitten. Schließlich eroberte er den letzten Stützpunkt der Byzantiner in Mittel-Norditalien: die Isola Comacina im Comersee. Um einen dauerhaften Frieden mit den Franken zu gewährleisten, versuchte Authari, eine fränkische Prinzessin zu heiraten, was aber fehlschlug. Deshalb wendete sich der König den traditionellen Feinden der Franken, den Bajuwaren, zu und heiratete Theudelinde. Die Heirat führte zu einer Wiederannäherung der Franken und Oströmer, doch Authari gelang es abermals (588 und 590), die erneuten fränkischen Attacken zurückzuschlagen. Dabei schlossen sich die duces von Perugia, Piacenza, Parma und Reggio Emilia dem oströmischen Exarchen an. Gisulf I. von Friaul (581–590) wurde besiegt und durch den probyzantinischen Gisulf II. (590–610) ersetzt. Um 590 befanden sich dementsprechend weite Teile Nordostitaliens unter der Führung des Exarchen oder föderierter duces. Ebenso wurden die Herzöge von Spoleto und Benevent auf die kaiserliche Seite gezogen. Doch dessen Erfolge brachen mit dem Abzug der Franken und dem Vertrag von 591, aber auch mit dem 592 geschlossenen Bündnis Agilulfs mit den Awaren an der Nordgrenze des Kaiserreichs, sogleich zusammen; zudem ging nun auch Concordia an die Langobarden.
Die Herrschaft Autharis markierte nach Paulus Diaconus die erste Phase innerer Stabilität im Langobardenreich:

„Erat hoc mirabile in regno Langobardorum: nulla erat violentia, nullae struebantur insidiae; nemo aliquem iniuste angariabat, nemo spoliabat; non erant furta, non latrocinia; unusquisque quo libebat securus sine timore“

„Im Königreich der Langobarden geschah ein Wunder: es gab keine Gewalt mehr, keine hinterhältigen Pläne; niemand unterdrückte den anderen unrechtmäßig, keine Plünderungen; es gab keinen Diebstahl, keinen Raub, jeder zog sicher und ohne Furcht seines Wegs.“

Authari starb 590, wahrscheinlich durch eine Palastintrige. Die Nachfolge auf den Thron wurde auf neuartige Weise entschieden. Die junge, verwitwete Königin Theudelinde durfte sich einen König als neuen Ehemann aussuchen: die Wahl fiel auf den Herzog von Turin, Agilulf. Im folgenden Jahr (591) wurde Agilulf vor der Versammlung der Langobarden, der Gairethinx in Mailand zum König gekrönt. Der Einfluss der Königin auf ihren Mann scheint erheblich gewesen zu sein.
Nachdem die Rebellion einiger Herzöge im Jahr 594 niedergeschlagen werden konnte, festigte sich die Herrschaft Agilulfs und Theudelindes über ihre Gebiete. Ihre Grenzen sicherten sie durch die besagten Friedensverträge mit dem Frankenreich und den Awaren. Ihren Waffenstillstand mit den Oströmern brachen sie allerdings systematisch und wiederholt, so dass das Jahrzehnt bis 603 von einer wieder erstarkten langobardischen Offensive gekennzeichnet war. In Norditalien eroberte Agilulf unter anderem Parma, Piacenza, Padua, Monselice, Este, Cremona und Mantua und gewann im Süden außerdem Spoleto und Benevent.

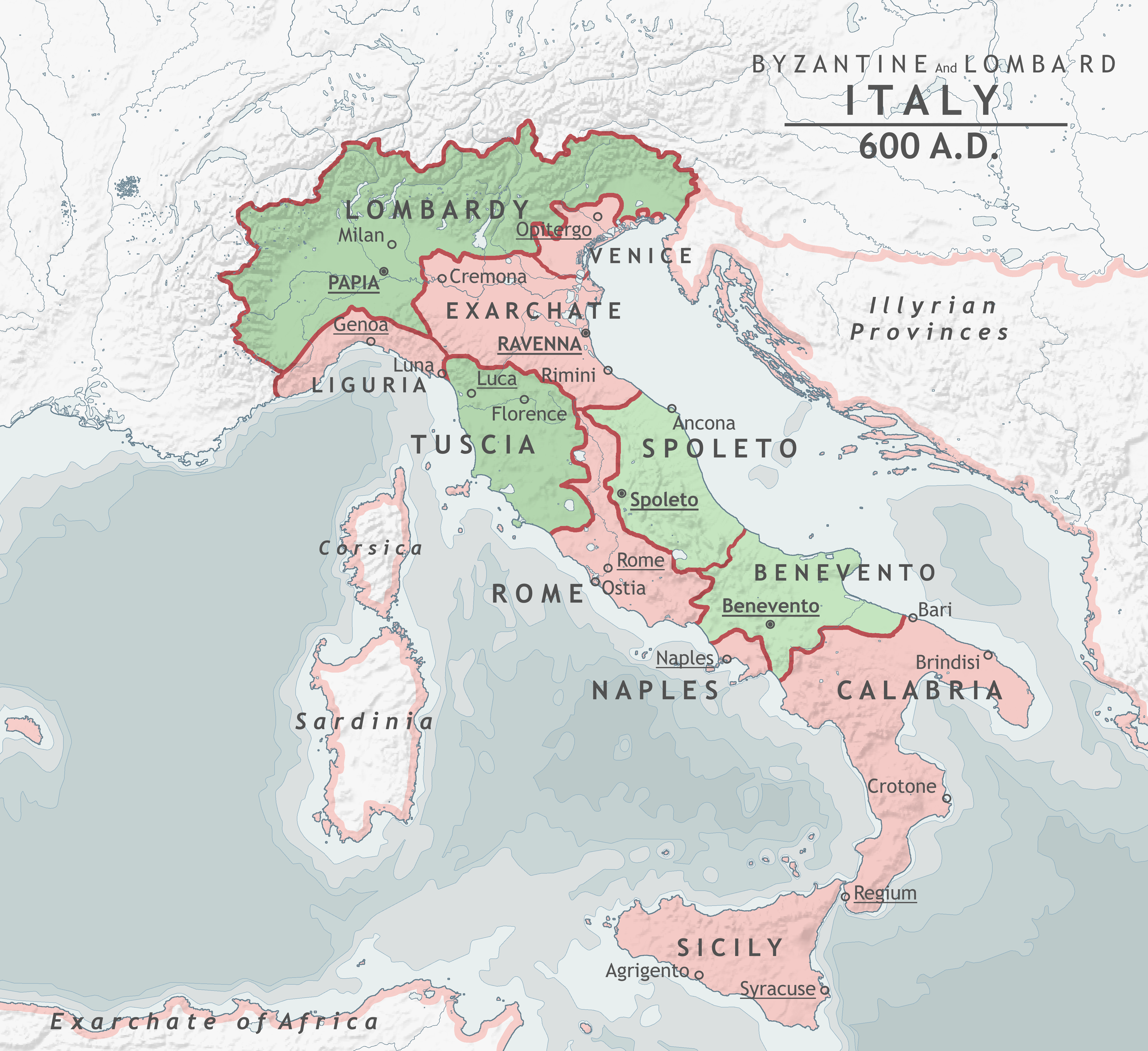
Das Langobardenreich in seinen drei Hauptteilen: Neustria, Austria und Tuszien

Der Zuwachs königlicher Macht, der unter Authari begonnen hatte und der sich unter Agilulf fortsetzte, markierte auch den Übergang in eine neue, stabile Einteilung des Königreiches in Herzogtümer. Jedes Herzogtum wurde von einem Herzog beherrscht, der nicht nur Anführer eines langobardischen Teilstammes („fara“), sondern gleichzeitig auch königlicher Stellvertreter war. Die Herzogtümer wurden an strategisch bedeutsamen Stellen eingerichtet, was der städtischen Entwicklung einiger Wegstationen an den Hauptkommunikationswegen der Zeit (Cividale del Friuli, Treviso, Trient, Turin, Verona, Bergamo, Brescia, Ivrea, Lucca) entgegenkam. Den Herzögen wurden für Fragen der Zivilverwaltung einige Beamte zugeteilt, die Sculdahis und die Gastalde.
Die Umorganisation der Herrschaft orientierte sich weniger an Herkunft und Clan und eher an Landverwaltung, was einen Meilenstein in der Konsolidierung der Langobardenherrschaft darstellte. Langsam verlor diese den Charakter einer reinen militärischen Okkupation und wandelte sich zu einem echten Staatswesen. Die Integration der Romanen in das neue Reich war ein unvermeidlicher Schritt und Agilulf traf einige symbolische Anordnungen, die ihm Anerkennung bei der lateinischen Bevölkerung verschaffen sollten: Die Zeremonie zur Designierung des Thronnachfolgers Adaloald im Jahr 604 wurde nach byzantinischem Ritus gehalten, die Hauptstadt wurde von Pavia in die alten römischen Städte Mailand und Monza als Sommerresidenz verlegt; er beschrieb sich selbst auf einer Votivkrone als Gratia Dei rex totius Italiae („Durch die Gnade Gottes König ganz Italiens“ und nicht mehr nur Langobardorum rex, „König der Langobarden“).
Besonders Theudelinde forcierte die Bekehrung der Langobarden vom Arianismus oder sogar Heidentum zum Katholizismus. Die Regenten versuchten auch, den schwelenden Dreikapitelstreit (in dem der Patriarch von Aquileia die Gemeinschaft mit Rom gebrochen hatte) beizulegen, und pflegten eine enge Beziehung zu Papst Gregor dem Großen (erhalten in einer Korrespondenz zwischen diesem und Theudelinde). Sie setzten sich auch für die Gründung von Klöstern ein, wie z. B. in Bobbio.
Auch die Kunst wurde unter Agilulf und Theudelinde ihrem politischen und religiösen Programm dienstbar gemacht. Königin Theudelinde gründete beispielsweise die Basilika des Hl. Johannes und ließ den Königspalast von Monza errichten.

## 7. Jahrhundert

### Der arianische Gegenschlag: Arioald, Rotari
Nach Agilulfs Tod im Jahr 616 bestieg sein Sohn Adaloald minderjährig den Thron. Die Regentschaft (tatsächlich sogar nach der Erlangung der Volljährigkeit) wurde von seiner Mutter Theudelinde ausgeübt, die den militärischen Oberbefehl dem Herzog Sundarit anvertraute. Theudelinde führte Agilulfs katholikenfreundliche und auf Frieden mit den Oströmern bedachte Politik fort, was aber die Ablehnung durch den soldatischen, vorwiegend arianischen Teil der langobardischen Gesellschaft verstärkte. Die Spannungen entluden sich 624, als Arioald, Herzog von Turin, und sein Stiefbruder (der Arioalds Schwester Gundeperga geheiratet hatte) zum offenen Aufstand übergingen. Adaloald wurde 625 abgesetzt und Arioald wurde König.

Das Langobardenreich beim Tode Rotharis (652)

Der Staatsstreich gegen die Bayerische Dynastie von Adaloald und Theudelinde, der Arioald zum Thron verhalf, führte zu neuen Feindseligkeiten zwischen den Katholiken und den Arianern. Dabei standen die beiden Glaubensrichtungen auch für politische Richtungen. Während die Katholiken einem Frieden mit dem Oströmischen Reich und dem Papststaat sowie einer Integration in die römische Gesellschaft geneigt waren, tendierte die arianische Oberschicht zu einer expansionistischen Eroberungspolitik. Das Königreich Arioalds (626–636), in dem die Hauptstadt nach Pavia zurückverlegt wurde, wurde von diesem Grundsatzkonflikt erschüttert, aber auch von äußeren Gefahren; der König konnte eine Attacke der Awaren bei Friuli zurückwerfen, aber nicht den wachsenden Einfluss der Franken in seinem Königreich verdrängen. Nach seinem Tod kam es der Legende nach ähnlich wie bei Theudelinde zu einer Wahl des neuen Königs durch die verwitwete Königin Gundeperga. Die Wahl fiel auf Rothari, den Herzog von Brescia und Arianer.
Rothari herrschte von 636 bis 652. Er führte zahlreiche Feldzüge, die fast ganz Norditalien unter seine Herrschaft brachten. Er eroberte Ligurien (643) mitsamt dessen Hauptstadt Genua, Luna und Oderzo, aber nicht einmal nach seinem vollständigen Sieg über den Exarchen von Ravenna, den er nahe dem Fluss Panaro zusammen mit seinen 8000 Soldaten besiegte und tötete, konnte das Exarchat von Ravenna zur Aufgabe gezwungen werden.
Innenpolitisch stärkte Rotari die Zentralgewalt auf Kosten der Herzöge von Langobardia Maior, während im Süden der Herzog von Benevento Arichis I. (der ebenfalls Gebiete für die Langobarden eroberte) seine Oberherrschaft anerkannte.
Unter Rotharis Herrschaft wurde ebenfalls ein berühmtes Edikt verkündet, das auf Latein verfasst war, obwohl es sich nur an die Langobarden richtete. Die Römer unterlagen immer noch dem Römischen Recht. Das Edikt kodifizierte überlieferte germanische Stammesrechte, brachte aber auch Neuerungen ein, was als steigender Einfluss der Romanen auf die Langobarden gedeutet werden kann. Das Edikt verbot die Fehde (Privatrache) zugunsten des Wergeld (finanzielle Entschädigung) und versah die Anwendung der Todesstrafe mit Einschränkungen.

### Die Bayerische Dynastie
Nach dem Tode Rotaris herrschte dessen Sohn Rodoald für ein Jahr (652–653), dann wählte die Herzogsversammlung Aripert I., Herzog von Asti und Enkel Theudelindas zum König. Die Bayerische Dynastie kehrte also auf den Thron zurück, was als Sieg der katholischen über die arianische Fraktion gesehen werden kann; die Herrschaft Ariperts ging in die Geschichte ein als Zeit der schweren Unterdrückung des Arianismus. Zum Zeitpunkt seines Todes (661) wurde das Königreich nach Ariperts Willen unter seinen beiden Söhnen Perctarit und Godepert aufgeteilt. Dieses Vorgehen war normalerweise unter den Franken üblich, blieb aber ein Einzelfall in der Geschichte der Langobarden, was vielleicht am weiteren Verlauf dieser Teilung lag: es kam zum Konflikt zwischen Perctarit, dessen Sitz Mailand war, und Godepert, der in Pavia verblieb. In diesen Kampf wurde auch der Herzog von Benevento, Grimoald, involviert. Dieser rückte mit beträchtlichen Truppen nach Norden vor, um Godepert zu unterstützen, aber sobald er in Pavia angekommen war, tötete er diesen und nahm seinen Platz ein. Perctarit, der militärisch stark unterlegen war, floh zu den Awaren.
Grimoald wurde durch die Herzogsversammlung als König bestätigt, hatte aber mit den Anhängern des alten Königshauses zu kämpfen, die bereits Bündnisse knüpften, um Perctarit wieder an die Macht zu bringen. Grimoald bewog die Awaren dazu, ihm Perctarit auszuliefern. Dieser musste sich, zurück in Italien, öffentlich unterwerfen, bevor er zu den Franken von Neustrien fliehen konnte, die Grimoald 663 angriffen. Grimoald konnte den fränkischen Angriff bei Refrancore, nahe Asti, zurückschlagen und blieb an der Macht.
Grimoald, der 663 gleichzeitig den Versuch des byzantinischen Kaisers Konstans II. vereitelte, die Italienische Halbinsel zurückzuerobern, erreichte eine Machtkonzentration bei der Zentralgewalt, die seine Nachfolger nicht mehr erreichten. Das Herzogtum Benevent vergab er an seinen Sohn Romuald. Er betrieb die Integration der verschiedenen Teile des Reiches und präsentierte sich seinen Untertanen als Erneuerer der Bestrebungen Rotharis, zum Beispiel als Gesetzesgeber (Grimoald fügte neue Gesetze zum Edictum Rothari hinzu), Schirmherr (in Pavia ließ er eine Kirche zu Ehren des Ambrosius von Mailand errichten) und als tapferer Krieger.
Mit Grimoalds Tod 671 kehrte Perctarit aus dem Exil zurück und beendete die kurzlebige Herrschaft des Garibald, des minderjährigen Sohns Grimoalds. Er gelangte schnell mit Grimoalds anderem Sohn, Romuald I. von Benevent, zu einer Übereinkunft, wonach der König ihn im Gegenzug für seine Anerkennung als unabhängigen Herzog gewähren lassen werde. Perctarit vertrat im Einklang mit seiner Dynastie eine katholikenfreundliche Politik. Er erreichte Frieden mit den Byzantinern, die die langobardische Herrschaft über einen Gutteil Italiens anerkannten, und unterdrückte die Rebellion des Herzog von Trient, Alahis.

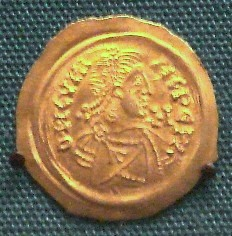
Münze von Cunincpert (688–700), geprägt in Mailand

Nach Perctarits Tod 688 erhob sich Alahis erneut und verbündete sich mit den Widersachern der prokatholischen Bayerischen Dynastie. Perctarits Sohn und Nachfolger Cunincpert wurde anfangs besiegt und gezwungen, sich auf die Isola Comacina zurückzuziehen – erst 689 konnte er Alahis und die Rebellion in der Schlacht von Coronate an der Adda besiegen. Die Krise entstand aus dem Gegensatz zwischen den beiden Regionen innerhalb der Langobardia Maior: auf der einen Seite die westlichen Gebiete (Neustrien), die loyal zu der pro-katholischen, auf Ausgleich mit dem Papst und Byzanz bedachten Bayerischen Dynastie waren, und auf der anderen Seite die östlichen (Austrien), welche eher mit der langobardischen Tradition verbunden blieben, also den Katholizismus und eine „Verweichlichung“ hin zu einem mehr romanischen Volkscharakter ablehnten. Die Herzöge von Austrien kämpften gegen eine zunehmende „Latinisierung“ des Langobardenhofes, der Gesetze und der Religion, die den Zerfall des Langobardenvolkes als germanische Einheit ihrer Meinung nach beschleunigte. Sein Sieg erlaubte Cunincpert, der seit Langem in die Regierungsgeschäfte seines Vaters einbezogen worden war, dessen Werk zur Befriedung des Königreiches fortzuführen, wobei er stets eine leichte Bevorzugung der Katholiken erkennen ließ. Ein Konzil versammelte sich 698 in Pavia und legte einen Glaubensstreit mit dem Papst bei.

## 8. Jahrhundert

### Die Dynastie in der Krise
Cunincperts Tod im Jahr 700 markierte den Beginn einer dynastischen Krise. Die Thronbesteigung des minderjährigen Sohns Cunincperts, Liutpert, wurde sofort vom Herzog von Turin, Raginpert, dem jetzigen Oberhaupt der bayerischen Dynastie, angefochten. Raginpert besiegte bei Novara die Anhänger Liutperts (dessen Lehrmeister Ansprand, Herzog von Asti, und den Herzog von Bergamo, Rotarit) und bestieg Anfang 701 den Thron. Allerdings starb er bereits nach acht Monaten und überließ den Thron seinem Sohn Aripert II.; Ansprand und Rotarit reagierten sofort und ließen Aripert einsperren, worauf sie den Thron an Liutpert zurückgaben. Aripert wiederum gelang es zu fliehen und Truppen für eine Schlacht zu sammeln. Im Jahr 702 besiegte er Liutpert bei Pavia, ließ diesen ins Gefängnis werfen und bestieg selbst den Thron. Kurz darauf konnte er die Opposition endgültig brechen: Er tötete Rotarit und ertränkte Liutpert. Nur Ansprand konnte entkommen und floh ins Exil nach Bayern. Wenig später unterdrückte Aripert eine weitere Rebellion, die des Herzogs von Friaul, Corvulus, und konnte sein Königreich danach stabilisieren, wobei er die katholische Partei bevorzugte.
Im Jahr 712 kehrte Ansprand mit einer in Bayern aufgestellten Armee nach Italien zurück. Es kam zur Schlacht mit Aripert; der Ausgang war lange ungewiss, doch Aripert zeigte Zeichen von Feigheit und wurde von seinen Gefolgsleuten verlassen.
Er starb auf der Flucht ins Frankenreich, als er im Ticino ertrank. Er war der letzte Vertreter der bayerischen Dynastie auf dem Langobardenthron.

### Liutprand: der Gipfel der Macht

Langobardische Besitztümer beim Tode Liutprands (744)

Ansprand starb nach nur drei Monaten auf dem Königsthron und hinterließ seinen Thron Liutprand. Während seiner Herrschaft, die die längste aller Langobardenkönige in Italien sein sollte, wurde dieser von seinem Volk mit fast schon religiöser Inbrunst verehrt, das seine Stärke, seinen Mut und seine politische Weitsicht bewunderte; Auch wegen dieser Qualitäten überlebte Liutprand zwei Attentate. Diese „klassischen“ einem germanischen König attributierten Eigenschaften wurden durch die eines piissimus rex über ein nun fast vollständig katholisches Königreich ergänzt. Bei zwei Gelegenheiten, auf Sardinien und in der Gegend um Arles (wohin er von seinem Verbündeten Karl Martell gerufen wurde) bekämpfte er erfolgreich sarazenische Piraten, was seinen Ruhm als christlicher König noch vergrößerte.
Sein Bündnis mit den Franken, symbolisiert durch die Adoption des jungen Pippin des Kurzen, und mit den Awaren an der Ostgrenze gaben ihm freie Hand in Italien. Bald kam es zum Zusammenstoß mit den Byzantinern und dem Papsttum. Ein erster Angriff, hervorgerufen durch die Attacke des arabischen Kalifats auf Konstantinopel im Jahr 717, erreichte wenig. Später nutzte er den Streit des Papstes mit Konstantinopel über den Ikonoklasmus aus, um viele Städte im Herrschaftsbereich des Exarchats von Ravenna und der sog. Pentapolis unter seine Kontrolle zu bringen, indem er sich als Schutzherr der Katholiken inszenierte. Um sich den Papst nicht zum Feind zu machen, beendete er die Besetzung von Sutri; allerdings gab er die Stadt nicht dem byzantinischen Kaiser, sondern „den Aposteln Peter und Paul“, wie Paulus Diaconus in der ’’Historia Langobardorum’’ beschreibt. Die Schenkung, bekannt als Schenkung von Sutri, war ein Präzedenzfall der Übergabe irdischer Macht an das Papsttum, woraus schließlich der Papststaat entstand.
In den folgenden Jahren ging Liutprand eine Allianz mit dem Exarchen von Ravenna gegen den Papst ein, ohne die mit dem Papst gegen den Exarchen aufzugeben; dieses doppelte Spiel krönte er mit einem Feldzug, der Spoleto und Benevent unter seine Herrschaft brachte. Schließlich kam es zu einem für die Langobarden nützlichen Frieden zwischen dem Exarchen und dem Papst. Im Jahr 732 gelang seinem Neffen Hildeprand, der ihm auf den Thron folgen sollte, sogar kurzzeitig die Einnahme Ravennas. Er wurde aber durch die Venezianer wenig später wieder von dort vertrieben.
Liutprand war der letzte unangefochtene zentrale Herrscher des Langobardenreiches, nach ihm sollte es keinem König mehr gelingen, die interne Opposition auszuschalten. Diese Machtfülle konnte er wegen seines persönlichen Charismas ausüben, vielmehr noch aber wegen der Reformen, die er seit Beginn seiner Herrschaft unternommen hatte. Er stärkte die Kanzlei des Königspalastes von Pavia und legte die örtlichen Rechte und Pflichten (rechtliche und administrative) der Sculdasci, Gastalde und Herzöge fest. Auch als Gesetzgeber betätigte er sich: Die zwölf Gesetzesbände, die unter seiner Herrschaft entstanden, sind vom römischen Recht inspiriert und verbesserten die Effizienz der Gerichte, veränderten die Bestimmungen zum Wergeld und stellten die schwächeren Teile der Gesellschaft (Minderjährige, Frauen, Schuldner, Sklaven) unter Schutz.
Seit dem 7. Jahrhundert unterlag die sozio-ökonomische Struktur des Langobardenreiches einem Wandel. Ein stetiges Bevölkerungswachstum führte zu einer Fragmentierung des Volksvermögens, was die Zahl verarmter Langobarden laufend vergrößerte, wie die zu ihrem Schutz geschriebenen Gesetze belegen. Gegenteilig dazu begannen einige Romanen im Langobardenreich aufzusteigen, da sie durch Handel, Handwerk oder Landbesitz zu Wohlstand gelangt waren, den die Germanen nicht profitbringend zu verwalten verstanden hatten.

### Die letzten Könige

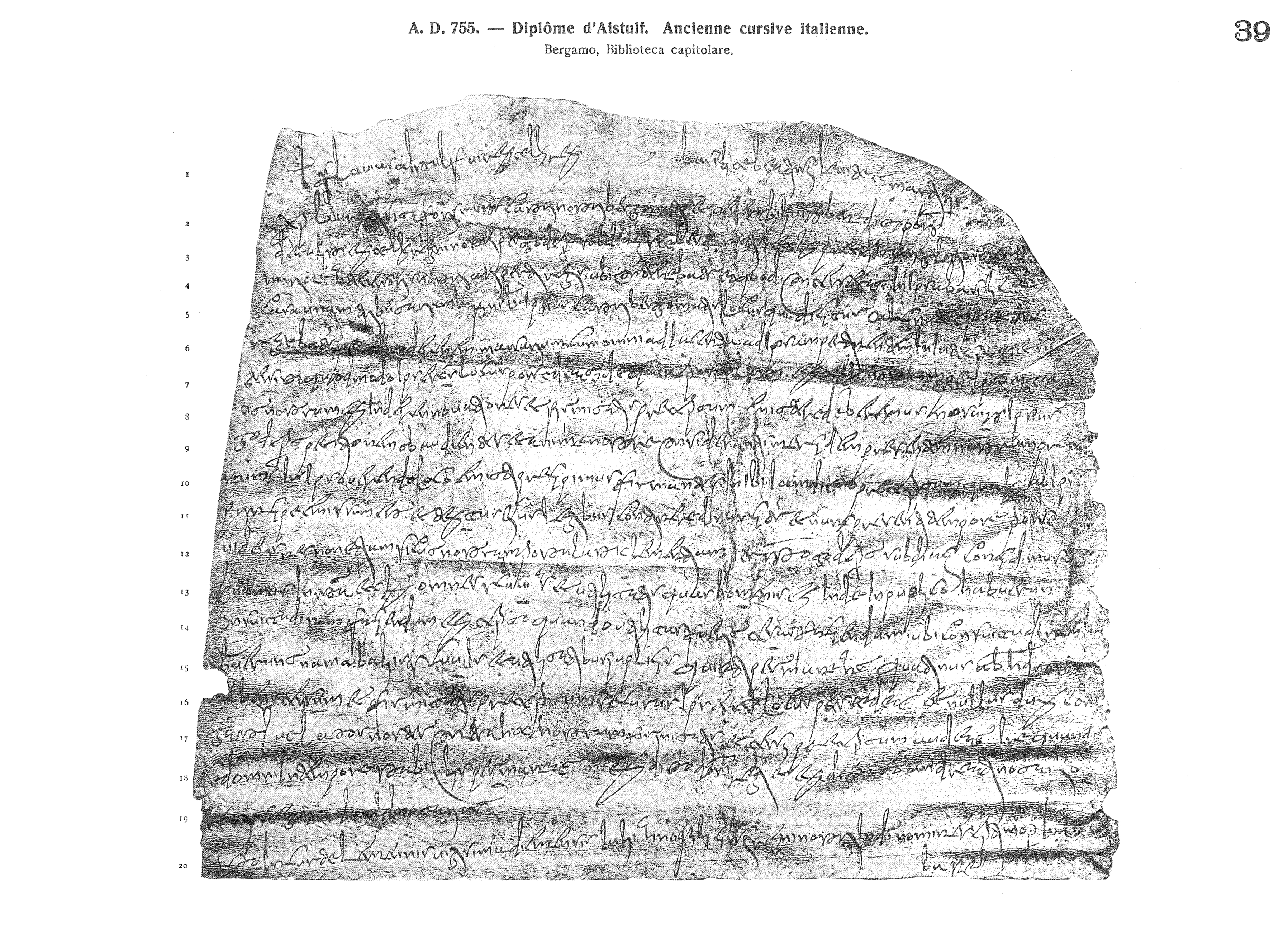
Urkunde Aistulfs, ausgestellt im Jahr 755

Hildeprands Herrschaft dauerte nur einige Monate, danach wurde er vom rebellierenden Herzog Ratchis abgesetzt. Die Umstände dieses Staatsstreichs sind unklar, da die Hauptquelle dieses Zeitraums, Paulus Diaconus, sein Werk mit einer Eulogie über den Tod Liutprands abschließt. Hildeprand wurde 737 zum König gekrönt, als Liutprand schwer krank darniederlag (der die Wahl anfangs nicht guthieß: „Non aequo animo accepit“ schrieb Paulus Diaconus), obwohl er die Wahl nach seiner Genesung akzeptierte. Anfangs erfreute sich der König einiger Beliebtheit bei den meisten langobardischen Adeligen. Ratchis, der Herzog von Friaul, der seinen Platz einnahm, entstammte einer Familie mit Hang zur Rebellion, andererseits verdankte er sein Leben und Titel Liutprand, der ihm nach der Entdeckung einer Verschwörung seines Vaters Pemmo vergeben hatte.
Ratchis war ein schwacher Herrscher: Einerseits musste er den Herzögen mehr Handlungsspielraum einräumen, andererseits musste er versuchen, die Franken, besonders den Majordomus und de facto König Pippin den Kurzen nicht zu verärgern. Weil er den traditionellen Strukturen langobardischer Herrschaft nicht vertrauen konnte, suchte er Unterstützung bei den Gasindii, den Gefolgsleuten des Königs, die ihm durch Verträge verbunden waren und besonders bei den Romanen, seinen nicht-langobardischen Untertanen. Er trug eine forciert pro-lateinische Gesinnung zur Schau und heiratete eine romanische Frau, Tassia, nach römischem Ritus; er nahm den Titel Princeps statt des überlieferten rex Langobardorum an, wodurch er sich seinen langobardischen Untertanen entfremdete. Diese zwangen ihn zu einer Kursänderungen, so dass er sich zu einem Angriff auf die Städte der Pentapolis entschloss. Der Papst überzeugte ihn, die Belagerung von Perugia aufzugeben. Nach diesem Fehlschlag sank das Ansehen Ratchis, und die Herzöge wählten seinen Bruder Aistulf zum König, der ihn bereits als Herzog von Cividale abgelöst hatte und ihn nach kurzem Kampf zwang, nach Rom zu fliehen und im Kloster Montecassino Mönch zu werden.
Hinter Aistulfs Wahl stand eine aggressivere Haltung der Herzöge, die eine Beteiligung der romanischen Bevölkerung an der Herrschaft ablehnten. Für seine expansionistischen Bestrebungen musste er gleichwohl sein Heer umorganisieren, so dass, wenn auch in der eher untergeordneten Leichten Infanterie, alle ethnischen Gruppen des Reiches vertreten waren. Nun waren alle freien Männer des Reiches zum Waffendienst verpflichtet, gleich ob langobardischer oder romanischer Herkunft; die neuen Gesetze des Aistulf erwähnen mehrfach auch Händler, eine zu dieser Zeit aufstrebende Klasse.

Langobardischer Herrschaftsbereich nach den Eroberungen des Aistulf (751)

Anfangs verzeichnete Aistulf einige Erfolge, gipfelnd in der Eroberung Ravennas (751); im ehemaligen Palast des Exarchen residierend gab er Münzen im byzantinischen Stil aus und verkündete seine Vision: Alle Romanen der Italienischen Halbinsel, die noch Untertanen der Byzantiner waren, unter seiner Herrschaft zu vereinigen, ohne sie notwendigerweise mit den Langobarden zu verschmelzen. Das Exarchat wurde nicht in ein Herzogtum umgewandelt, sondern behielt seinen Titel als sedes imperii bei: Dadurch machte sich Aistulf in den Augen der Romanen zum Erben des Exarchen und des byzantinischen Kaisers. Seine Feldzüge machten die Langobarden zu Herren von fast gesamt Italien, er besetzte namentlich Istrien (750–751), Ferrara, Comacchio, und alles Land zwischen Ravenna und Perugia. Mit der Besetzung der Festung Ceccano setzte er Papst Stephan II. unter Druck, während er im Süden in der Langobardia Minor Spoleto und indirekt Benevent kontrollierte.
Als Aistulf fast die gesamte Opposition auf der Italienischen Halbinsel ausgeschaltet hatte, gelang es in Gallien Pippin dem Kurzen, dem alten Feind der Verräter an Liutprands Familie, die Merowinger zu stürzen und Childerich III. abzusetzen, was ihn auch de jure zum König machte. Dabei war die Unterstützung durch den Papst entscheidend, obwohl es auch Verhandlungen zwischen Aistulf und dem Papst gab (die bald scheiterten). Dabei versuchte Aistulfs Fraktion, Pippins Ansehen beim Papst durch den Verweis auf dessen Bruder Karlmann zu beschädigen.
Weil diese Verhandlungen für den neuen Frankenkönig eine Gefahr darstellten, musste sich Pippin in einem Vertrag mit Papst Stephan II. im Gegenzug für seine offizielle Salbung zum König verpflichten, ein fränkisches Heer nach Italien zu führen. Im Jahr 754 wurde ein verteidigendes langobardisches Heer bei den Schlüsseln im Val di Susa von den Franken besiegt. Aistulf musste danach der Stellung von Geiseln und der Abtretung einiger Territorien zustimmen, nahm aber schon zwei Jahre später den Krieg gegen den Papst wieder auf, der abermals die Franken zu Hilfe rief. Aistulf wurde abermals besiegt und musste weit härteren Bedingungen zustimmen: Ravenna sollte nicht an die Byzantiner, sondern an den Papst übergeben werden. Aistulf musste einer Art fränkischer Oberherrschaft über sein Reich zustimmen, sein Reich verlor durch Gebietsabtretungen den Zusammenhalt und er verpflichtete sich zu Tributzahlungen. Die Herzöge von Spoleto und Benevent verbündeten sich schnell mit den Siegern. Aistulf starb kurz nach dieser Demütigung 756.
Aistulfs Bruder Ratchis verließ darauf sein Kloster und versuchte, auf den Thron zurückzukehren. Sein Widersacher war Desiderius, dem von Aistulf die Herrschaft über das Herzogtum Toskana übertragen worden war; dieser gehörte nicht zur Dynastie von Friaul, die von den Franken und dem Papst gehasst wurde, und konnte deren Unterstützung gewinnen. Die Langobarden ergaben sich ihm, um einen weiteren Feldzug der Franken zu vermeiden, und der Papst überzeugte Ratchis, nach Montecassino zurückzukehren.
Desiderius konnte mit einer klugen, zurückhaltenden Politik die Herrschaft der Langobarden wieder stärken, indem er abermals Romanen rekrutierte und ein Netzwerk von Klöstern schuf, die von langobardischen Adeligen geleitet wurden (seine Tochter Anselperga wurde z. B. Äbtissin von San Salvatore in Brescia). Er verfolgte auch eine geschickte Heiratspolitik, indem er seine Tochter Liutperga an den Herzog von Bayern, Tassilo verheiratete (763), der ein alter Feind der Franken war, und nach dem Tod Pippins des Kurzen, indem er seine ältere Tochter Desiderata dem zukünftigen Karl dem Großen zur Frau gab, was für diesen ein willkommenes Zeichen der Unterstützung im Kampf gegen seinen Bruder Karlmann war.
Trotz des wechselnden Kriegsglücks war das 8. Jahrhundert bestimmt von steigender Prosperität. Die alte Gesellschaft aus Kriegern und Unfreien hatte sich in ein dynamisches Gemisch der Klassen der Landeigner, Handwerker, Bauern, Händler und Anwälte transformiert; in die Periode fielen die Errichtung vieler neuer Abteien, vor allem benediktinischer, und erweiterter Finanzwirtschaft, wodurch es zur Entstehung einer Klasse von Bankiers kam. Nach einer anfänglichen Periode, in der langobardische Münzschlagung sich auf die Imitation byzantinischer Münzen beschränkte, entwickelten die Könige von Pavia eine eigene Gold- und Silberprägung.

### Der Fall des Königreichs
Als 771 Desiderius die Früchte seiner diplomatischen Bemühungen ernten und den Papst Stephan II. überzeugen wollte, sich unter seinen Schutz zu begeben, versetzte der Tod Karlmanns Karl den Großen in die Lage, gegen Desiderius vorzugehen. Im folgenden Jahr brachte der neue Papst Hadrian I. den Langobardenherrscher im Streit um Land dazu, in die Romagna einzumarschieren. Karl der Große kam trotz des begonnenen Feldzuges gegen die Sachsen dem Papst zu Hilfe, da er die Einnahme Roms, dessen Schutzherr er war, durch die Langobarden fürchtete. Zwischen 773 und 774 fiel er in Italien ein – abermals war die Verteidigung der Schlüsselpässe unzureichend, was auf innere Konflikte zwischen den Langobarden zurückzuführen war – und konnte schließlich Pavia erobern. Der Sohn des Desiderius, Adelchis, fand Zuflucht bei den Byzantinern; Desiderius und seine Frau wurden nach Gallien deportiert. Karl nannte sich nun Gratia Dei rex Francorum et Langobardorum („Durch die Gnade Gottes König der Franken und Langobarden“). Er führte beide Königreiche nun in Personalunion; die Gesetze der Langobarden, die Leges Langobardorum, behielt er bei, organisierte das Königreich ansonsten aber in fränkischer Weise um, mit Fürsten anstelle der Herzöge.

## Historiografische Perspektiven
Das Zeitalter der Langobarden wurde, besonders in Italien, lange als Zeit der Barbarei, als Kapitel der „Dunklen Zeit“ abgetan. Ein Zeitalter des Schwindens und des Verlusts, sitzend auf den Ruinen der Antike, aber unfähig, etwas Neues, Gleichwertiges zu schaffen; wie z. B. in den Versen Manzonis in der Tragödie Adelchis:

„Dagli atri muscosi, dai Fori cadenti,
dai boschi, dall'arse fucine stridenti,
dai solchi bagnati di servo sudor,
un volgo disperso repente si desta.“

„Von den bemoosten Atria, vom bröckelnden Forum,
 aus den Wäldern, von den flammenden, kreischenden Schmieden,
aus den Furchen nass vor Sklavenschweiß,
erwachte plötzlich ein zerstreuter Mob.“

Sergio Rovagnati definiert die anhaltende negative Erinnerung an die Langobarden als „eine Art von damnatio memoriae“. Heutige Historiker haben die Herrschaft der Langobarden in Italien neu bewertet. Der Historiker Jörg Jarnut stellt die Bedeutung der Epoche für Italien heraus: Z.B. geht die historische Zweiteilung Italiens in einen an Zentraleuropa orientierten Nordteil und einen am Mittelmeer orientierten Südteil auf die Langobardia Major und Langobardia Minor zurück, während die langobardischen Gesetze lange das italienische Rechtssystem beherrschten. Langobardisch, eine germanische Sprache, hatte einen nicht zu unterschätzenden Anteil an der Bildung der modernen italienischen Sprache, die sich genau in den Jahrhunderten der Langobardenherrschaft von Vulgärlatein zu einer autonomen Sprache hinentwickelte.
Bezüglich der geschichtlichen Rolle der Langobarden in Europa zeigt Jarnut, dass Pavia nach dem Niedergang des Westgotenreichs und der fränkischen Schwächeperiode unter den Merowingern fast eine Führerschaft im Westen erlangt hätte, indem es große Teile Italiens der Kontrolle des byzantinischen Basileus entriss, welche nur durch den Aufstieg Karls des Großen verhindert wurde.

### Überblickswerke
- Elena Percivaldi: I Longobardi. Un popolo alle radici della nostra Storia, Diarkos, Reggio Emilia 2020.
- Gian Pietro Brogiolo, Federico Marazzi, Caterina Giostra (Hrsg.): Longobardi. Un popolo che cambia la storia, Mailand 2017.
- Claudio Azzara: L’Italia dei barbari. Il Mulino, Bologna 2002, ISBN 88-15-08812-1.
- Carlo Bertelli, Gian Pietro Broglio: Il futuro dei Longobardi. L’Italia e la costruzione dell’Europa di Carlo Magno, Mailand 2000, ISBN 88-8118-798-1.
- Christie Neil: I Longobardi. Storia e archeologia di un popolo ECIG, Genf 1997, ISBN 88-7545-735-2.
- Paolo Possenti: Le radici degli italiani, Bd. II: Romania e Longobardia, Effedieffe, Mailand 2001, ISBN 88-85223-27-3
- Sergio Rovagnati: I Longobardi, Xenia, Mailand 2003, ISBN 88-7273-484-3.
- Jörg Jarnut: Storia dei Longobardi. Einaudi, Turin 2002 (basiert auf der dt. Ausg. von 1982).

### Schriftkultur, Sprache
- Nicholas Everett: Literacy in Lombard Italy, c. 568–774, Cambridge University Press, 2011.
- Wolfgang Haubrichs: Sprache und Schriftlichkeit im langobardischen Italien - Das Zeugnis von Namen , Wörtern und Entlehnungen, in: Filologia Germanica – Germanic Philology 2 (2010) 133–201.

### Rechtsgeschichte
- Claudio Azzara, Stefano Gasparri: Le leggi dei Longobardi. Storia, memoria e diritto di un popolo germanico, 2. Aufl., Rom 2005, ISBN 88-8334-099-X.
- Gian Piero Bognetti: L’Editto di Rotari come espediente politico di una monarchia barbarica, Giuffrè, Mailand 1957.

### Wirtschaften, Handel
- Amelio Tagliaferri: I Longobardi nella civiltà e nell’economia italiana del primo Medioevo, Giuffrè, Mailand 1965.

### Militär und Krieg, Herrschaftsausübung
- Walter Pohl: L’armée romaine et les Lombards : stratégies militaires et politiques, Mémoires de l‘Association française d’archéologie mérovingienne (1993) 291–295. (online)
- Giovanni Tabacco: Egemonie sociali e strutture del potere nel medioevo italiano, Einaudi, Turin 1999, ISBN 88-06-49460-0.
- Chris Wickham: Early Medieval Italy. Central Power and Local Society, 400–1000. MacMillan Press, London 1981.

### Herzogtümer

#### Norditalien
- Chiara Valdambrini (Hrsg.): Una terra di mezzo. I Longobardi e la nascita della Toscana, Mailand 2021.
- I Longobardi dei ducati di Spoleto e Benevento. Atti del XVI Congresso internazionale di studi sull'alto Medioevo, Spoleto, 20-23 ottobre 2002, Benevento 24-27 ottobre 2002, 2 Bde., Spoleto 2004.
- Giancarlo Mazzoli, Giuseppe Micieli: I Longobardi oltre Pavia. Conquista, irradiazione e intrecci culturali, Mailand 2016.

#### Süditalien
- Marcello Rotili (Hrsg.): Tra i Longobardi del Sud. Arechi II e il ducato di Benevento, Padua 2017.
- Giulia Zornetta: Italia meridionale longobardo. Competizione, conflitto e potere politico a Benevento (secoli VIII-IX), Rom 2020.
- Angelo Panarese: Longobardi Bizantini Normanni nel Mezzogiorno (Secoli VII-XIII), Capone, Lecce 2021.
- Stefano Gasparri: I duchi longobardi, La Sapienza, Rom 1978.
- Tommaso Indelli: Storia politica della Lombardia minore. I principati longobardi di Benevento, Salerno e Capua (VI-XI sec.), Salerno 2020.
- Giuseppe Roma (Hrsg.): I Longobardi del Sud, Rom 2010.

### Städte
- Piero Majocchi: Pavia città regia. Storia e memoria di una capitale altomedievale, Viella, Rom 2008.

### Kunstgeschichte
- Sandrina Bandera: Declino ed eredità dai Longobardi ai Carolingi. Lettura e interpretazione dell’altare di S. Ambrogio, Fondazione Abbatia Sancte Marie de Morimundo, Morimondo 2004.

### Genetische Ansätze
- Walter Pohl, Johannes Krause, Tivadar Vida, Patrick Geary: Integrating Genetic, Archaeological, and Historical Perspectives on Eastern Central Europe. 400-900 AD, in: Historical Studies on Central Europe 1 (2019) 213–228

### Ältere Werke
- Ottorino Bertolini: Roma e i Longobardi, Istituto di studi romani, Rom 1972.
- Giovanni Tabacco: Storia d’Italia, Bd. I: Dal tramonto dell’Impero fino alle prime formazioni di Stati regionali, Einaudi, Turin 1974.
- Indro Montanelli, Roberto Gervaso: L’Italia dei secoli bui, Rizzoli, Mailand 1965.
- Paolo Delogu: Longobardi e Bizantini in Storia d’Italia, UTET, Turin 1980.